# أليخاندرو دوارتي
أليخاندرو دوارتي (5 أبريل 1994 بميونخ في ألمانيا - ) هو لاعب كرة قدم ألماني في مركز حراسة المرمى. لعب مع سيينسيانو.

## وصلات خارجية
- أليخاندرو دوارتي على موقع قاعدة بيانات كرة القدم.إي يو (الإنجليزية)
- أليخاندرو دوارتي على موقع Soccerway.com (الإنجليزية)
- أليخاندرو دوارتي على موقع عالم كرة القدم.نت (الإنجليزية)
- أليخاندرو دوارتي على موقع AS.com (الإسبانية)